# Maria Kwaśniewska
Maria Jadwiga Kwaśniewska-Maleszewska (ur. 15 sierpnia 1913 w Łodzi, zm. 17 października 2007 w Warszawie) – polska lekkoatletka, koszykarka, hazenistka, siatkarka,  piłkarka ręczna. Medalistka olimpijska, działaczka ruchu olimpijskiego.

## Życiorys
Urodziła się w Łodzi. Była córką Jana i Wiktorii z Kozłowskich. W 1933 ukończyła Żeńskie Gimnazjum im Bronisławy Sobolewskiej-Konopczyńskiej. W 1937 przeprowadziła się do Warszawy, aby studiować matematykę. Studiów nie ukończyła z powodu wybuchu II wojny światowej. We wrześniu 1939 brała udział w obronie Warszawy. Za odwagę i waleczność została odznaczona Krzyżem Walecznych. Podczas okupacji niemieckiej pracowała w gospodzie sportowej „Karczma pod Kogutem”.
Debiutowała sportowo w Łodzi 1927 w Harcerskim Klubie Sportowym (od maja 1938 – HKS „Znicz” Łódź). W tym samym roku za namową brata przeniosła się do ŁKS Łódź. Barw klubu broniła do 1938 roku. Między 1938-39 Polonię Warszawa, a w 1939 została zawodniczką AZS Warszawa. Kariera sportowa Kwaśniewskiej przypadła na lata 30. XX wieku. Z powodu choroby nie pojechała na Letnie Igrzyska Olimpijskie do Los Angeles. W 1934 roku powróciła do uprawiania sportu ustanawiając w rzucie oszczepem rekord kraju 39,61m. 19 sierpnia przekroczyła granicę 40 m uzyskując w spotkaniu przeciwko Japonii wynik 40,5 m. Na Igrzyskach kobiet zajęła 2 miejsce wynikiem 39,51. Apogeum kariery było zdobycie brązowego medalu olimpijskiego podczas Igrzysk Olimpijskich w Berlinie 1936 rezultatem 41,80 m. Reprezentowała też Polskę na Mistrzostwach Europy w Oslo 1946, gdzie zajęła 6. miejsce w rzucie oszczepem (38,57 m), a także 7. miejsce w pchnięciu kulą (11,06 m).
Przez zdecydowaną większość swojej kariery związana była z ŁKS Łódź, w barwach którego osiągnęła swoje największe sukcesy. Broniła również barw HKS Łódź, DKS Łódź, Polonii Warszawa oraz AZS Warszawa. Znalazła się wśród dziesięciu najlepszych sportowców Polski wybranych w Plebiscycie Przeglądu Sportowego 1936.
Uprawiała również gry zespołowe: siatkówkę, koszykówkę, piłkę ręczną i hazenę. Była mistrzynią Polski w hazenie w 1932 i 1933 oraz w koszykówce w 1947. Zdobyła brązowy medal w koszykówce na III Światowych Igrzyskach Kobiet w Pradze w 1930. Była reprezentantką Polski w tej dyscyplinie w ośmiu meczach w 1930 i 1947.
W czasie II wojny światowej brała czynny udział w ruchu oporu. Jej mieszkanie (Podkowa Leśna) stało się otwartym domem dla bezdomnych i głodujących Polaków i Żydów. Po upadku Powstania Warszawskiego pomagała w ucieczce Polakom i Żydom przetrzymywanym w obozie Dulag 121.
Po zakończeniu kariery zawodniczej została działaczką polskiego i międzynarodowego ruchu olimpijskiego. W latach 1947–1979 była członkiem zarządu PZLA. W 1979 została odznaczona brązowym medalem orderu olimpijskiego. Za zasługi na tym polu została odznaczona m.in. Krzyżem Komandorskim z Gwiazdą Orderu Odrodzenia Polski, dwukrotnie otrzymała Order Olimpijski Międzynarodowego Komitetu Olimpijskiego, a ponadto medal Kalos Kagathos. W tym samym roku odsłoniła (nie osobiście) replikę swojego medalu w Dziwnowie na Alei Gwiazd Sportu podczas festiwalu Gwiazd Sportu.
Od 1999 Honorowa Obywatelka Miasta Koła, Honorowa Obywatelka Miasta Ostrzeszów (1999). W 2000 została udekorowana Orderem Ecce Homo, przyznawanym ludziom, którzy wbrew wszelkim przeciwnościom, poprzez konsekwentną działalność dają świadectwo bezinteresownej miłości bliźniego.
Jej trzecim mężem (wcześniej dwukrotnie owdowiała) był Władysław Maleszewski, koszykarz i trener reprezentacji Polski.
Została pochowana na cmentarzu Powązkowskim w Warszawie (kwatera 100-1-24).

## Osiągnięcia sportowe

### Lekkoatletyka
Polska
- Mistrzyni Polski:
  - w rzucie oszczepem (1931 – 34,48, 1934 – 39,61, 1935 – 36,56, 1936 – 42,77, 1939 – 37,55, 1946 – 39,42)
  - w skoku w dal (1930 – 4,86 m.)
  - w pięcioboju (1934 – 252 pkt., 1935 – 283, 1936)
  - w trójboju (1931 – 136, 1934 – 187, 1935 – 206, 1936 – 161)
  - halowa:
    - w biegu na 60 m (1946)
    - w skoku w dal (1946)
- Wicemistrzyni Polski w:
  - skoku:
    - w dal:
      - 1931 – 5,03
      - z miejsca (1935 – 2,22 m.)

    - wzwyż (1946 – 1,35)

  - rzucie oszczepem (1933 – 33,58)
  - pchnięciu kulą (1934 – 10,81, 1936 – 10,68)
  - pięcioboju (1937 – 267)
  - trójboju (1946 – 157)
- Brązowa medalistka mistrzostw Polski w pchnięciu kula (1935 – 10,37 m.)

Reprezentacja
- Brązowa medalistka olimpijska w rzucie oszczepem (1936 – 41,80)
- Uczestniczka:
  - mistrzostw Europy w lekkoatletyce, w:
    - rzucie oszczepem (1946 – 6. miejsce)
    - pchnięciu kulą (1946 – 7. miejsce)

  - Światowych Igrzysk Kobiet w Londynie (1934 – 4. miejsce – 39,21 m.)

Rekordy życiowe
- skok w dal – 5,19 (10 maja 1931, Łódź)
- rzut oszczepem – 44,03 (26 lipca 1936, Czeladź)
- trójbój – 206 pkt. (22 września 1935, Lwów)
- pięciobój „N” – 283 pkt. (1 września 1935, Łódź )
- pięciobój „S” – 3047,36 pkt. (6 lipca 1930, Łódź)

### Koszykówka
- Brązowa medalistka Światowych Igrzyskach Kobiet (1930)
- Mistrzyni Polski (1947)
- Wicemistrzyni Polski (1930)

### Hazena
- Mistrzyni Polski (1929, 1932, 1933)

## Ordery i odznaczenia
- Krzyż Komandorski z Gwiazdą Orderu Odrodzenia Polski (2005)[17]
- Krzyż Walecznych[2]
- Srebrny Krzyż Zasługi (19 marca 1937)[18]
- Order Ecce Homo (2000)[14]
- Medal Kalos Kagathos (2003)
- Złoty Order Olimpijski[11]
- Brązowy Order Olimpijski (1978)[11]